# Åsted Sogn (Frederikshavn Kommune)
 For alternative betydninger, se Åsted Sogn. (Se også artikler, som begynder med Åsted Sogn)
Åsted Sogn er et sogn i Frederikshavn Provsti (Aalborg Stift). 1. oktober 2010 blev Kvissel Kirkedistrikt udskilt af Åsted Sogn som det selvstændige Kvissel Sogn.
I 1800-tallet var Skærum Sogn anneks til Åsted Sogn. Begge sogne hørte til Horns Herred i Hjørring Amt. Åsted-Skærum sognekommune blev ved kommunalreformen i 1970 indlemmet i Frederikshavn Kommune.
I Åsted Sogn ligger Åsted Kirke.
I Åsted og Kvissel sogne findes følgende autoriserede stednavne (ikke opdelt mellem sognene):
- Amager (bebyggelse)
- Bækmojen (bebyggelse)
- Elsig (bebyggelse)
- Favrholt (bebyggelse, ejerlav)
- Favrholt Hede (bebyggelse)
- Fuglsang (bebyggelse)
- Højodde (areal)
- Kongshøj (areal)
- Kvissel (bebyggelse, ejerlav)
- Kvissel Brænding (bebyggelse)
- Kvissel Krog (bebyggelse)
- Kvisselbro (bebyggelse)
- Mejling (bebyggelse, ejerlav)
- Mosemarken (bebyggelse)
- Ravnshøj (bebyggelse)
- Ribberholt (bebyggelse)
- Rolykke (bebyggelse)
- Rydal (bebyggelse)
- Skjortholt (bebyggelse)
- Starbakken (bebyggelse)
- Tørrildhave (bebyggelse)
- Vasen (bebyggelse)
- Åsted (bebyggelse, ejerlav)
- Åsted Hede (bebyggelse)